# Филипповский, Иван Митрофанович
Иван Митрофанович Филипповский (1909—1992) — командир батальона 293-го гвардейского стрелкового Краснознамённого ордена Суворова полка 96-й гвардейской Иловайской ордена Ленина Краснознамённой стрелковой дивизии 28-й армии 1-го Украинского фронта, гвардии капитан. Герой Советского Союза.

## Биография
Родился 2 сентября 1909 года в селе Ревякино (ныне — Ливенского района Орловской области) в крестьянской семье. Русский. Член ВКП(б)/КПСС с 1932 года. Жил в Саракташском районе Оренбургской области. Окончил Всеукраинский институт коммунистического образования в Харькове. Работал заведующим городской библиотекой в городе Виннице.
В Красную Армию призван в феврале 1942 года Гавриловским райвоенкоматом ныне Саракташского района Оренбургской области. Окончил курсы «Выстрел» в 1943 году. В действующей армии с сентября 1942 года. Воевал на Сталинградском, 3-м Украинском, 1-м и 3-м Белорусском фронтах, участвовал в Сталинградской битве, освобождении Украины, Польши, Чехословакии и разгроме врага на территории Германии. Трижды был ранен.
Командир батальона 293-го гвардейского стрелового полка гвардии капитан Иван Филипповский отличился в боях по уничтожению франкфуртско-губенской группировки противника в Германии.26 апреля 1945 года в районе города Барут батальон капитана Филипповского отразил восемь атак противника, подбил два танка и одно штурмовое орудие. На следующий день, 27 апреля 1945 бойцы батальона подбили ещё три танка, пять бронетранспортёров и захватили сотни пленных.
Указом Президиума Верховного Совета СССР от 27 июня 1945 года за умелое командование батальоном, образцовое выполнение боевых заданий командования на фронте борьбы с немецко-фашистскими захватчиками и проявленные при этом мужество и героизм гвардии капитану Филипповскому Ивану Митрофановичу присвоено звание Героя Советского Союза с вручением ордена Ленина и медали «Золотая Звезда».
С 1946 года майор И. М. Филипповский — в запасе. Жил в городе Винница. Работал заведующим отделом Винницкого горкома партии, в 1952—1973 годах — директором областной библиотеки. Умер 18 сентября 1992 года. Похоронен на Центральном кладбище в Виннице.
Награждён орденами Ленина, Красного Знамени, двумя орденами Отечественной войны 1-й степени, орденами Отечественной войны 2-й степени, Красной Звезды, медалями. В городе Винница на здании областной библиотеки и на здании строительного техникума, и в городе Харьков на здании Харьковской государственной академии культуры, в честь И. М. Филипповского, установлены мемориальные доски.